# Drogosław (Grande-Pologne)
Pour les articles homonymes, voir Drogosław.
Drogosław est une localité polonaise de la gmina mixte de Raszków, située dans le powiat d'Ostrów Wielkopolski en voïvodie de Grande-Pologne. Elle se trouve à environ 8 kilomètres au nord de la ville d’Ostrów Wielkopolski et 95 km au sud-est de Poznań, la capitale régionale. 

## Géographie

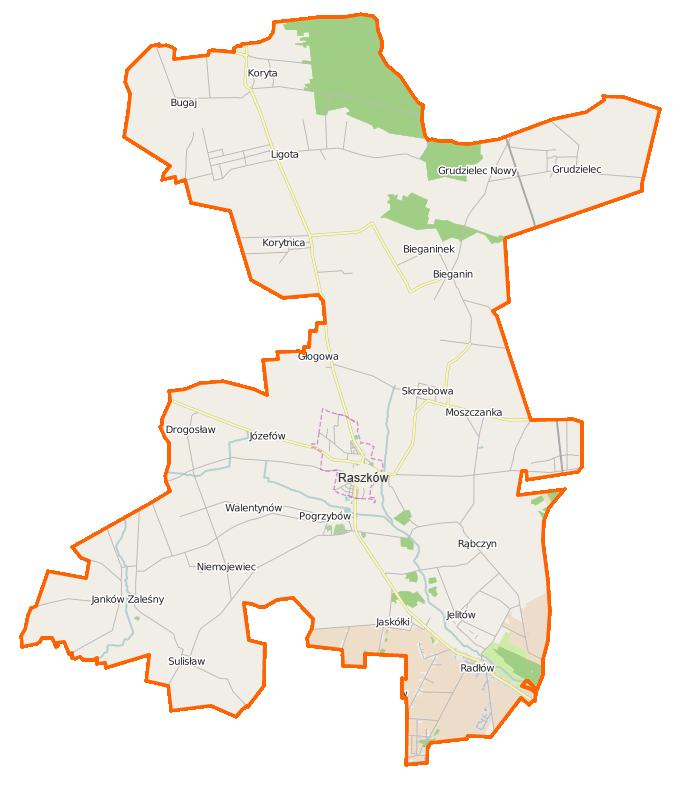
Carte de la gmina de Raszków.

## Histoire
De 1815 à 1919, Treuwalde fait partie de l'arrondissement d'Adelnau dans le district de Posen au sein de la province de Posnanie.